# Astyanax magdalenae
Astyanax magdalenae es una especie de pez de la familia Characidae en el orden de los Characiformes.

## Morfología
Los machos pueden llegar alcanzar los 10 cm de longitud  total. Longitud estándar aproximadamente 2 veces la altura; línea predorsal escamada y área pre-ventral quillada, las hembras adultas son de mayor altura que los machos; el segundo hueso suborbital no está en contacto con el preopérculo; posee una mancha humeral de forma circular u ovalada en sentido vertical y otra mancha en la base de la caudal; crece hasta 10 cm de LE

## Alimentación
Es omnívoro: come  plantas, fitoplancton y invertebrados.

## Hábitat
Vive en zonas de clima tropical.

## Distribución geográfica
Se encuentran en Sudamérica: cuenca del río Catatumbo y ríos  colombianos. 